# Forces de défense du peuple tanzanien
 (août 2024).
Si vous disposez d'ouvrages ou d'articles de référence ou si vous connaissez des sites web de qualité traitant du thème abordé ici, merci de compléter l'article en donnant les références utiles à sa vérifiabilité et en les liant à la section « Notes et références ».
Les Forces de défense du peuple tanzanien (TPDF) (Swahili : Jeshi la Wananchi wa Tanzanie - JWTZ) sont les forces armées de la Tanzanie. Elles ont été créées en septembre 1964, à la suite d'une mutinerie de l'ancienne force militaire coloniale : les Tanganyika Rifles (en). Depuis sa création, la TPDF est une force populaire sous contrôle civil. Contrairement à certains de ses voisins, la Tanzanie n'a jamais subi de coup d'État ou de guerre civile.
Elle s'est vu confier une mission spécifique : défendre la Tanzanie et tout ce qui est tanzanien, en particulier le peuple et son idéologie politique. Les citoyens tanzaniens peuvent se porter volontaires pour le service militaire à partir de 15 ans et 18 ans pour le service militaire obligatoire après avoir obtenu leur diplôme d'études secondaires. L'obligation de service du conscrit était de deux ans en 2004.

## Histoire
Après une mutinerie avortée en janvier 1964, l'armée existante a été dissoute. La nouvelle force était intitulée «Tanganyika Military Force», du 25 janvier 1964 au 26 avril 1964. Le gouvernement tanzanien a conclu que l'ancien modèle britannique n'était pas approprié pour les besoins d'un État africain indépendant. Les recrues fraîches provenaient de l'aile des jeunes de l'Union nationale africaine du Tanganyika. Après la fusion du Tanganyika et de Zanzibar, la force a été rebaptisée United Republic Military Force à partir du 27 avril 1964.

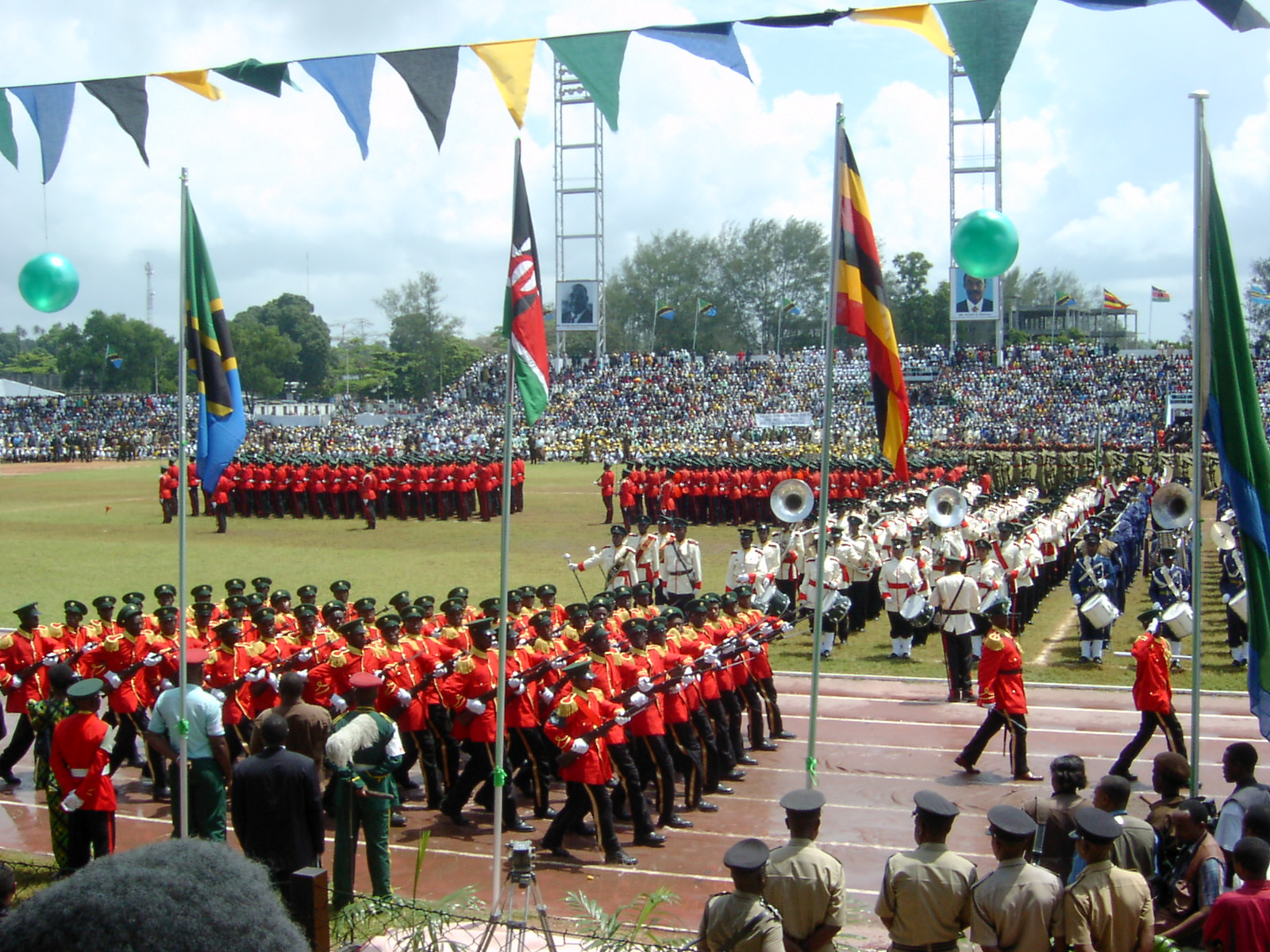
40e anniversaire de la Révolution

Pendant les premières années, l'armée était encore plus petite que les 2 000 Tanganyika Rifles dissous, l'armée de l'air était minuscule et aucune marine n'avait encore été formée. Il n'avait que trois bataillons en août 1965, stationnés à Nachingwea et Colito Barracks (près de Dar es Salaam) et Tabora, plus la force de Zanzibar qui n'est pas encore pleinement intégrée d'environ 1 000 hommes. Cependant l'armée était forte de quatre bataillons en 1967.
De 1964 à 1974, la force armée était commandée par Mrisho Sarakikya, formé à l'Académie royale militaire de Sandhurst, qui fut promu de brigadier à lieutenant en 1964 et devint le premier commandant de la force. Il a été remplacé par le lieutenant-général Abdallah Twalipo (1974-1980).
En 1972, l'International Institute for Strategic Studies (IISS) a répertorié une armée avec 10 000 hommes, quatre bataillons d'infanterie, 20 chars chinois Type 59, 14 chars légers chinois T-62, certains véhicules de transport de troupe BTR-40 et BTR-152, de l'artillerie de campagne soviétique et mortiers chinois mortiers.
La guerre ougando-tanzanienne a eu lieu en 1978-1979.
En 1992, l'IISS a répertorié l'armée avec 45 000 hommes (environ 20 000 conscrits), 3 quartiers généraux de division, 8 brigades d'infanterie, une brigade de chars, deux bataillons d'artillerie de campagne, deux bataillons d' artillerie antiaérienne (6 batteries), deux bataillonsde mortiers, deux bataillons anti-chars, un régiment du génie (de la taille d'un bataillon) et un bataillon de missile surface-air avec SA-3 Goa et SA-6 Gainful. L'équipement comprenait 30 chars de combat chinois Type 59 et 32 T-54/55.
En 2007, la Tanzanie a promis des forces pour la Brigade de la Force africaine en attente.

## Force terrestre

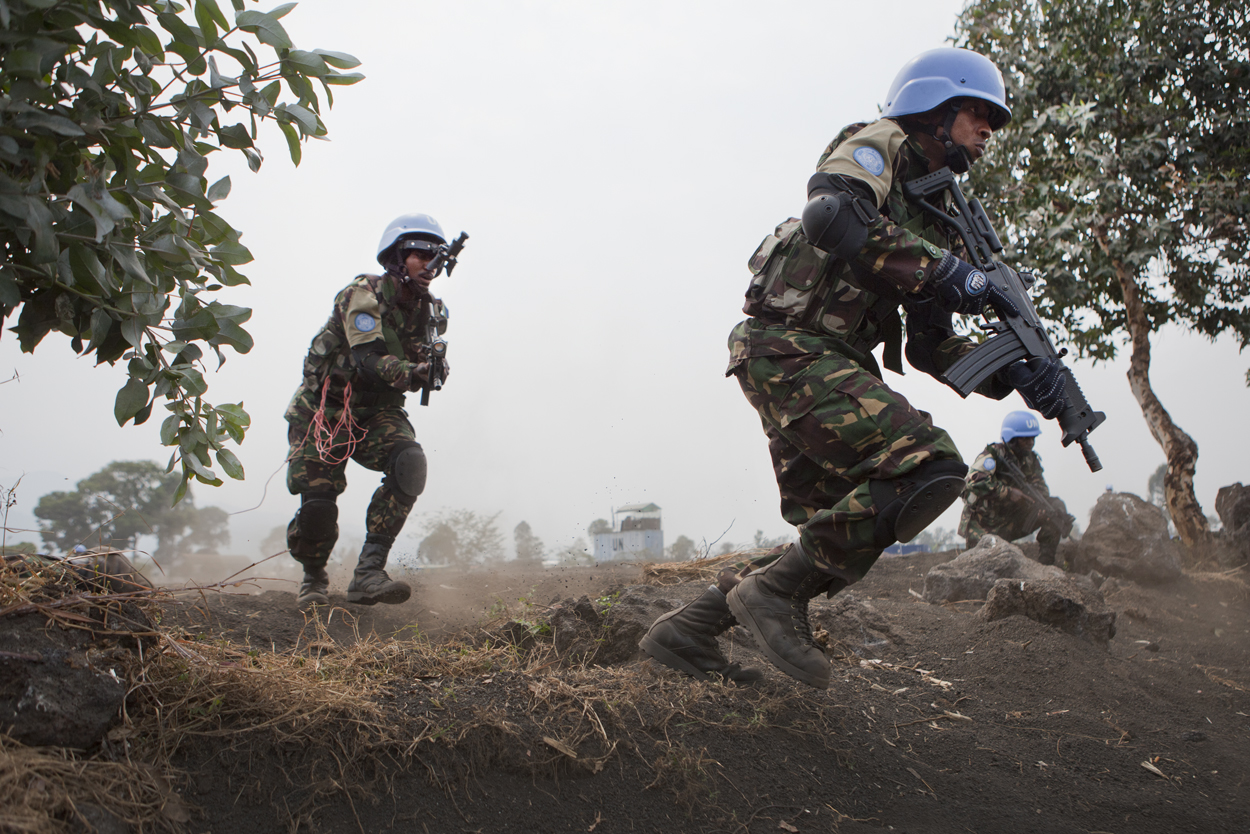
Forces spéciales tanzaniennes lors de la mission Monusco

Le 9 mars 2009, le commandement de la force terrestre a été officiellement créé par le président d'alors Jakaya Kikwete. Le commandement de la force terrestre a été séparé de l'armée et un commandant officiel a été nommé pour diriger les opérations des forces terrestres (Land Forces) . En 2013, l'autre moitié séparée de l'armée a été officiellement incorporée en tant que nouvelle branche de l'armée pour superviser la planification stratégique et l'administration de toutes les branches de l'armée appelée Defence Force HQ Command .
À partir de 2012 , l'armée se modernise et se restructure progressivement. Une grande partie de l'inventaire est stockée ou peu fiable.
- 5 × brigades d'infanterie
- 1 × brigade blindée
- 3 × bataillons d'artillerie
- 2 × bataillons d'artillerie de défense aérienne
- 1 × bataillon de mortier
- 2 × bataillons antichars
- 121e régiment du génie
- 1 × groupe central de logistique/soutien

## Galerie

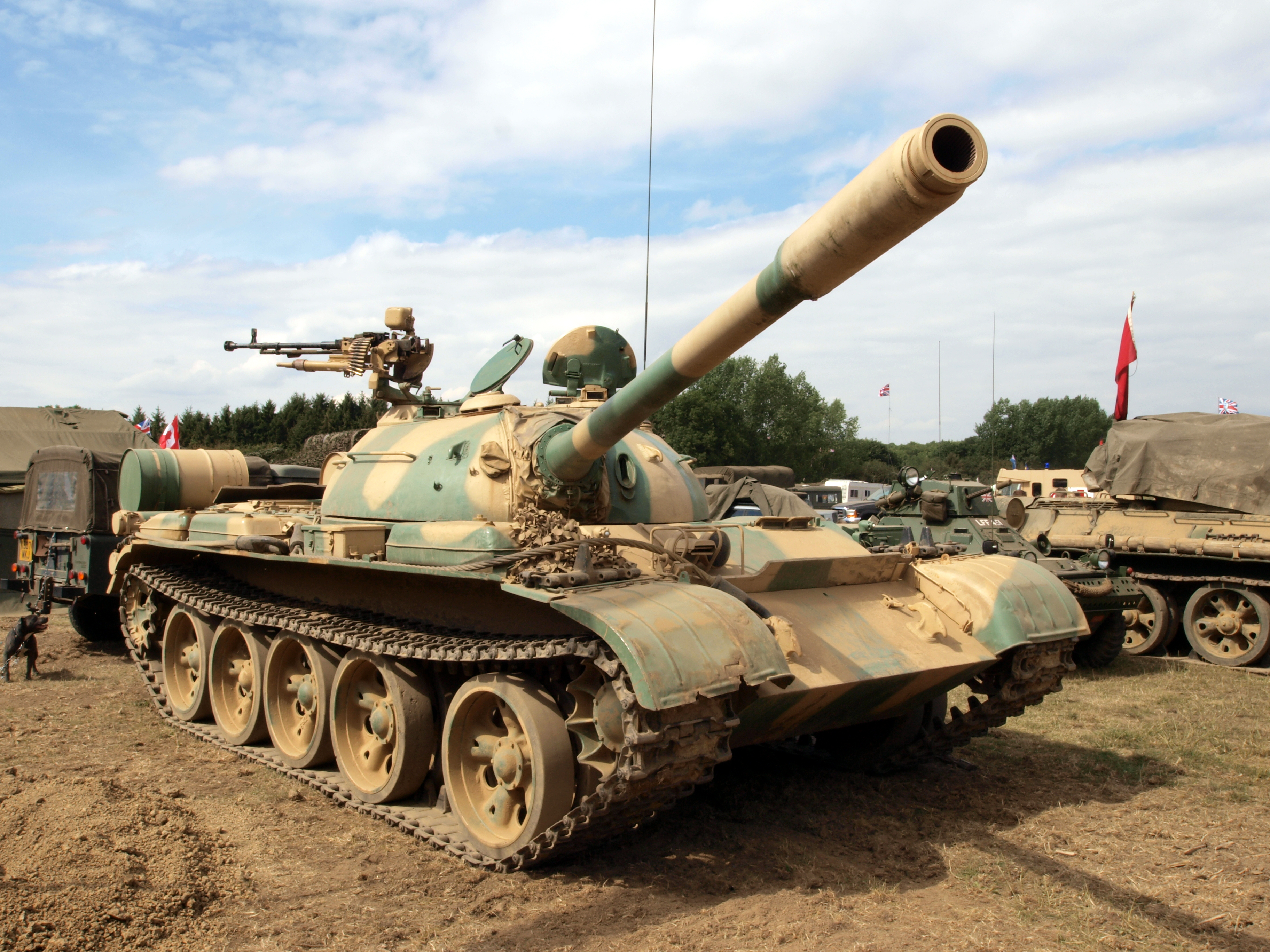
Char Type-59
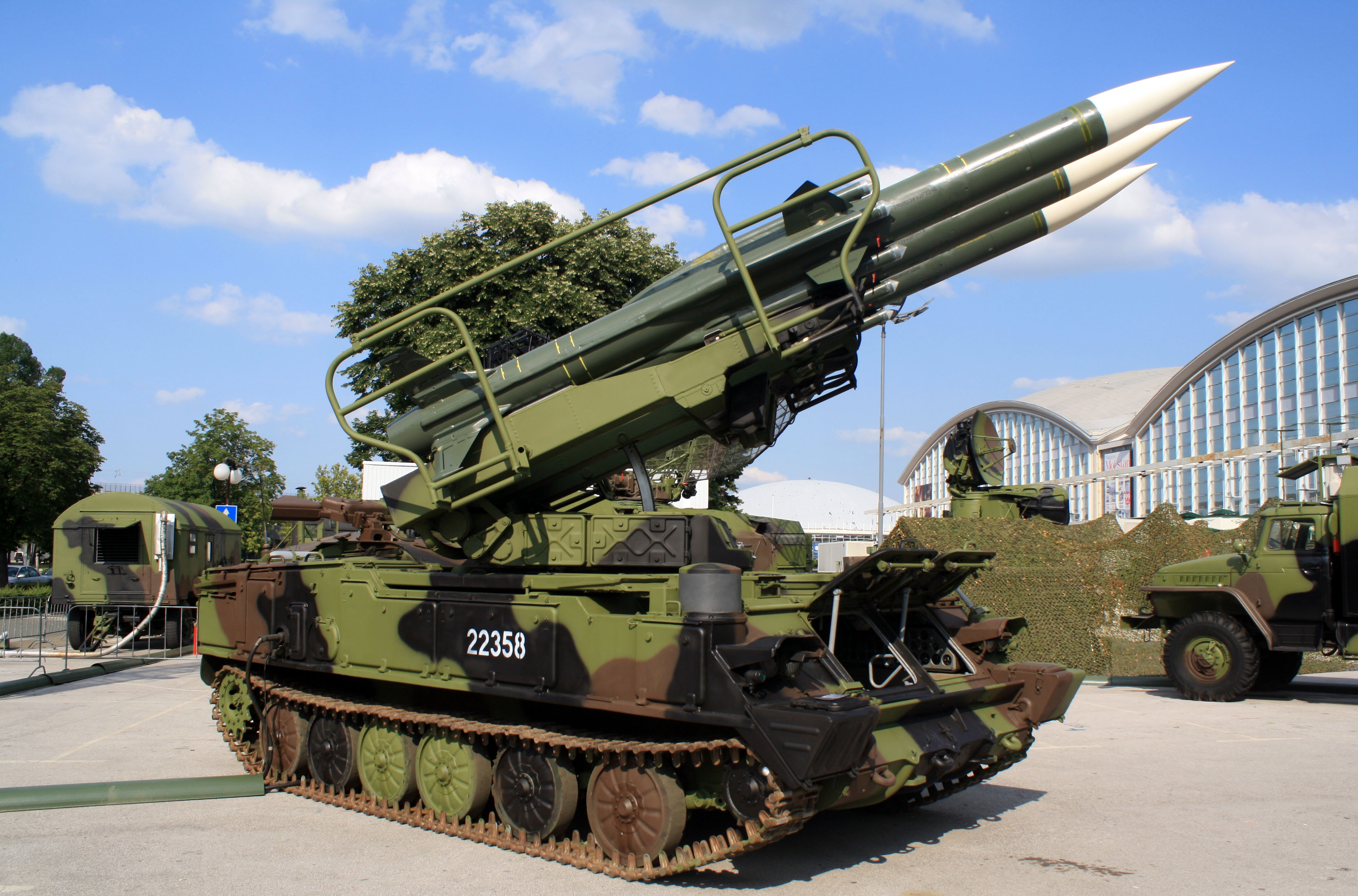
Batterie de missiles SA-6 Gainful
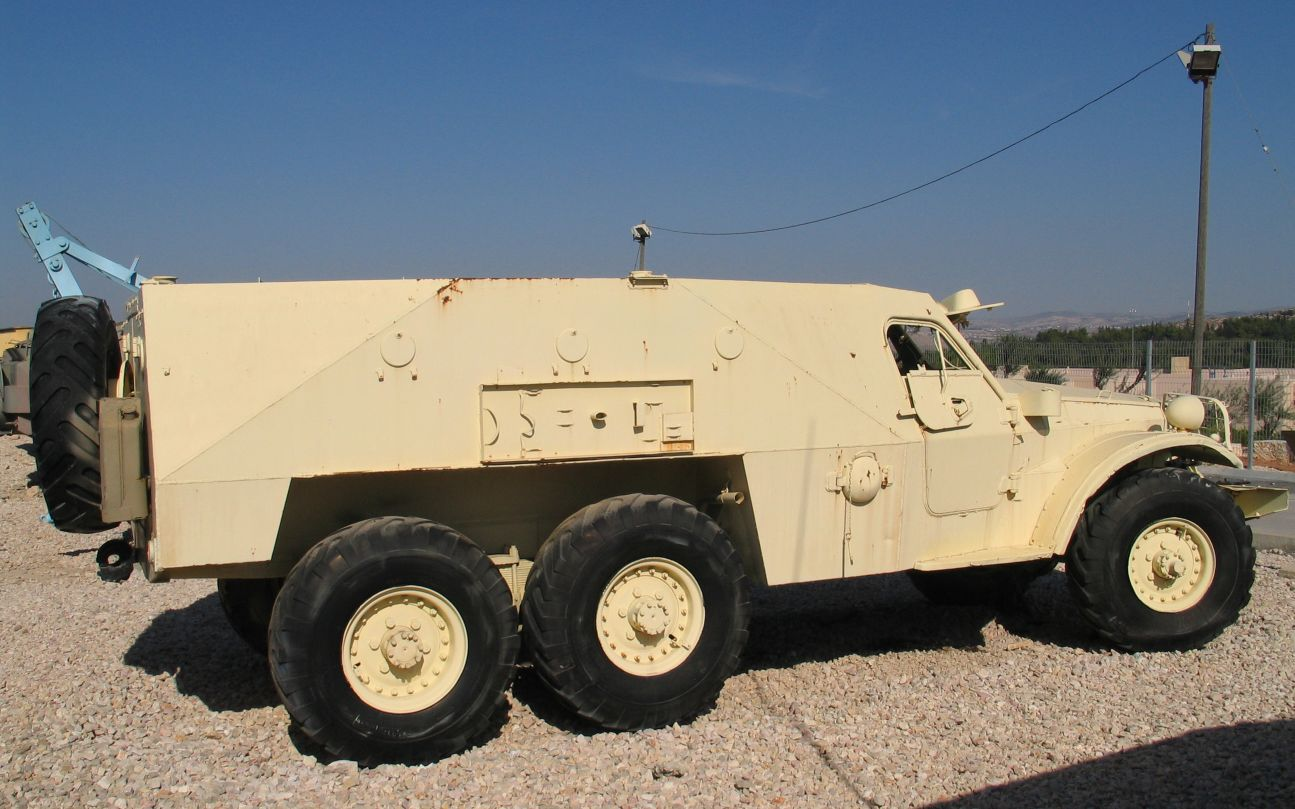
Transport de troupe BTR-152

## Force aérienne

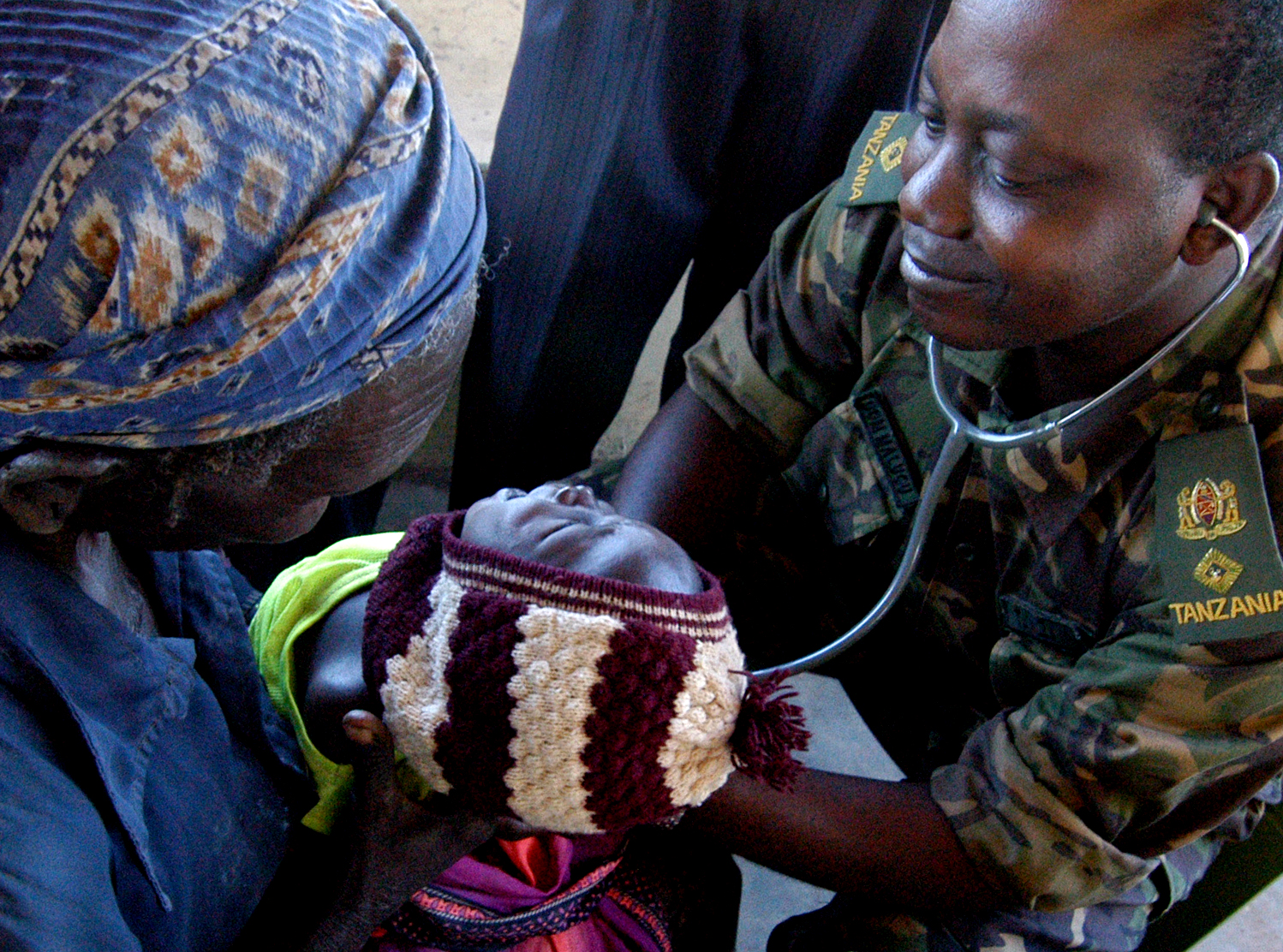
Le lieutenant-colonel David Malugu, de l'armée tanzanienne, examine un jeune garçon lors d'un projet d'action civique médicale dans le cadre de l'exercice Natural Fire 2006 à Riongo, au Kenya, le 12 août 2006.

Elle dispose de trois bases aériennes Dar es Salam, Mwanza et Ngerengere. Les estimations récentes de 2014 suggèrent que le commandement de l'armée de l'air tanzanienne exploite 32 appareils de trois types différents. On pense qu'ils utilisent 14 chasseurs (Shenyang J-6 et Chengdu J-7), 11 avions d'attaque et 7 avions de transport (Shaanxi Y-8 et Harbin Y-12), d'avions d'entraînement Nanghang K-8 Karokorum et d'hélicoptères Bell 206.

## Force navale
La marine exploite actuellement 9 bateaux d'attaque rapide (classe Huchwan et Ngunguri) et 12 bateaux de patrouille (classe Shanghai et Defender) .

## Missions des Nations unies
Au 30 juin 2019, le TDPF était impliqué dans les missions de la Force de maintien de la paix des Nations unies suivantes :
| Mission                                                                                                | Localisation                           | Nombre |
| --- | -------------------------------------- | ------ |
| Mission de l'Organisation des Nations unies en république démocratique du Congo (MONUSCO)              | Goma, république démocratique du Congo | 970    |
| Mission conjointe des Nations unies et de l'Union africaine au Darfour (MINUAD)                        | Darfour, Soudan                        | 700    |
| Mission multidimensionnelle intégrée des Nations unies pour la stabilisation en Centrafrique (MINUSMA) | Bangui, République centrafricaine      | 445    |
| Force intérimaire des Nations unies au Liban (UNIFIL)                                                  | Liban                                  | 159    |
| Mission des Nations unies au Soudan du Sud (MINUSS)                                                    | Soudan du Sud                          | 10     |
| Force intérimaire de sécurité des Nations unies pour Abiyé (FISNUA)                                    | Abiyé                                  | 5      |